# Hazel Brugger
Allison Hazel Brugger (San Diego, Califórnia; 9 de dezembro de 1993) é uma poeta de slam, comediante, artista de cabaré e apresentadora de televisão suíço-americana. Foi uma das três apresentadoras do Festival Eurovisão da Canção de 2025 em Basileia.

## Biografia
Hazel Brugger nasceu em San Diego, filha do neuropsicólogo suíço Peter Brugger e de uma professora de inglês originária de Colónia, Alemanha.. Cresceu em Dielsdorf, perto de Zurique, e tem dois irmãos mais velhos. Após acabar o ensino secundário, começou a estudar filosofia e literatura na Universidade de Zurique, mas acabou por desistir. Aos 17 anos, começou a sua carreira de poeta de slam em Winterthur, na Suíça, ao nordeste de Zurique.
Entre 2014 e 2017, Brugger escreveu uma coluna quinzenal para o Das Magazin, um jornal diário suíço. De 2013 a 2014, foi colunista do Hochparterre e do TagesWoche. Em 2015, foi moderadora do talk show em direto Hazel Brugger Show and Tell no teatro Neumarkt de Zurique, que se realizava de dois em dois meses. A 9 de outubro de 2013, participou no 4.º campeonato de Poetry Slam em Berna, na Suíça. Em novembro de 2015, iniciou o seu primeiro programa de kabarett intitulado Hazel Brugger passiert.Em fevereiro de 2019, ela fez uma digressão pela Alemanha, Áustria e Suíça com seu segundo programa chamado Tropical, que estreou na Netflix a 2 de dezembro de 2020.
Desde 2016, ela reside na cidade de Colónia, na Alemanha. Em outubro de 2020, Hazel anunciou que estava grávida de seu esposo Thomas Spitzer.

## Carreira
Desde 2016, é correspondente do programa de sátira política alemão Heute SHOW na ZDF. A 26 de abril, fez a sua primeira participação como convidada noutro programa de sátira também na ZDF, intitulado Die Anstalt (O Manicómio). Em 2017, ganhou o Salzburger Stier, um prémio para artistas de kabarett.
Em 2019, Hazel iniciou uma série no YouTube, junto com o então namorado, intitulada Deutschland Was Geht?, em português: «O que é que se passa, Alemanha?». No programa, o casal explora lugares interessantes e, por vezes, bizarros, juntamente com vários comediantes alemães. Em 2020, o programa mudou de nome para «O que é que se passa, Europa?»
A 20 de janeiro de 2025, Hazel Brugger foi anunciada como uma das apresentadoras do Festival Eurovisão da Canção de 2025 em Basileia, juntamente com Sandra Studer e Michelle Hunziker.

## Teatro
- Hazel Brugger Show and Tell (2015)
- Hazel Brugger passiert (2015-2016)
- Tropical (2019-2020)